# Arima
Arima je grad na Trinidadu, Trinidad i Tobago. Prema popisu stanovništva iz 2011. u Arimi je živjelo 33.807 stanovnika. Grad je smješten na sjeveru otoka u podnožju Sjevernog gorja, istočno od glavnog grada Port of Spaina.

## Poznate osobe
- Lord Kitchener, kalipso glazbenik
- Clayton Ince, nogometaš